# Ahnewetut Creek
Der Ahnewetut Creek ist ein 34 Kilometer langer linker Nebenfluss des Kobuk River im Nordwesten des US-Bundesstaats Alaska. 

## Flusslauf
Der Ahnewetut Creek entspringt an der Nordflanke der Waring Mountains auf einer Höhe von etwa 160 m. Er fließt anfangs in überwiegend nordnordöstlicher Richtung. Er durchquert die Great Kobuk Sand Dunes (die „Großen Kobuk-Sanddünen“) und erreicht die nördlich von diesen gelegene Flussniederung des Kobuk River. Er bildet im Unterlauf zahlreiche enge Flussschlingen und mündet schließlich 42 km westnordwestlich von Ambler in den Kobuk River.

## Einzugsgebiet
Der Ahnewetut Creek entwässert etwa 204 km². Das Einzugsgebiet des Ahnewetut Creek grenzt im Osten an das des Niaktuvik Creek, im Westen an das des Kavet Creek, beides Nebenflüsse des Kobuk River. Das Einzugsgebiet des Ahnewetut Creek liegt innerhalb des Kobuk-Valley-Nationalparks.

## Namensgebung
Der Flussname stammt von den Eskimo und wurde 1956 vom U.S. Geological Survey (USGS) gemeldet.